# Lysbro (Silkeborg)
 For alternative betydninger, se Lysbro. (Se også artikler, som begynder med Lysbro)
Lysbro er en bydel i den vestlige del af Silkeborg. Den afgrænses mod V af Funder Bakke, mod S af Funder Å, som munder ud i Ørnsø, mod Ø af Lysbro Skov, og mod N af bakkerne i Hvinningdal og Silkeborg Langsø. 
Gennem Lysbro løber Lyså, som er udløb fra Ørnsø og munder ud i Silkeborg Langsø.
Mest kendt er Lysbro nok for firmaet Zinck Lysbro (indtil 1985 bare Lysbro), den danske producent af haveredskaber, der stadig har hovedkontor her, mens produktionen er flyttet ud af landet. I dag er der kun få erhversdrivende i Lysbro, bl.a. en tømmerhandel, et forlystelsescenter og en benzintank med nærkøb. Dertil kommer et plejecenter og en voksenskole.
Fra 1998 varetages områdets (Funder Skoledistrikts) interesser af Funder-Lysbro Lokalråd.

## Historie
Tidligere var Lysbro en levende by med værktøjsfabrikken, flere teglværker og et dambrug.

### Jernbanen
Lysbro havde station på Silkeborg-Kjellerup-Rødkærsbro Jernbane 1924-68. Stationsbygningen er bevaret som amatørteatret PerronTeatret, Lysbroparken 87. Lidt vest for stationen starter Kjellerupstien, en asfalteret gang-, cykel- og ridesti, der følger banens tracé til Lemming Station.

### Kommunen
I 1941 blev Lysbro indlemmet i Silkeborg Kommune og senere også i Silkeborg Sogn. Indtil 1941 var Lysbro en del af Funder Sogn og Kommune i Hids Herred i det daværende Viborg Amt.

## Eksterne kilder og henvisninger
- Zinck Lysbro Arkiveret 10. april 2006 hos  Wayback Machine
- Funder-Lysbro Lokalråd.dk
- PerronTeatret Arkiveret 27. november 2006 hos  Wayback Machine

56°09′37.15″N 09°30′25″Ø / 56.1603194°N 9.50694°Ø